# 遠藤秀景
遠藤 秀景（えんどう ひでかげ、1854年12月20日（安政元年11月1日）- 1911年（明治44年）5月16日）は、明治時代の政治家、漁業家。自由民権運動家。衆議院議員（1期）。幼名は岩太郎。

## 経歴
加賀藩士で素封家の父、遠藤柳の長男として加賀国河北郡浅野村（石川県河北郡中口村、小坂村を経て現金沢市小橋町および昌永町）に生まれる。幼くして関兵次郎、矢野三内、太田清蔵、秦秀植、南部虎之助などに付き剣術や槍術を学んだ。ついで島田定静の門に入り文学を修め、同門の塾長となった。18歳の時、仏学校に入るが退学し、県立中学に転じた。
1877年（明治10年）西南戦争が勃発すると島田一郎らが西郷隆盛を援けることを主張したが、これに反対した。翌年、西郷に与したとして一時投獄されるが赦され、1880年（明治13年）内務省より就官するよう声が掛かるがこれを辞し、同年父の訃報と共に郷里に戻り、金沢区選出の石川県会議員となった。この頃、盈進社を設立し以降国会開設請願運動に関与する。
ついで旧藩主前田家に士族授産金を要請し北海道に渡り、岩内に前田村を拓き漁業事業に着手。千島海域などで操業した。のち再び石川県会議員となり、同議長を歴任した。
1890年（明治23年）7月の第1回衆議院議員総選挙では石川県第1区から出馬し当選。衆議院議員を1期務めた。墓所は金沢市月照寺。